# Sulmierzyce
Sulmierzyce (deutsch Sulmirschütz) ist eine Stadtgemeinde in Polen. Die Stadt liegt im Powiat Krotoszyński der Woiwodschaft Großpolen.

## Geschichte
Die Stadt Sulmierzyce wurde 1887 Teil des Kreises Adelnau in der preußischen Provinz Posen. Die Umbenennung der Stadt in Sulmirschütz erfolgte 1908.
Im Jahr 1920 musste die Weimarer Republik die Stadt wegen des Versailler Vertrages an Polen abtreten.
Nach der Besetzung der Stadt 1939 durch die deutsche Wehrmacht wurde die Stadt völkerrechtswidrig in das Deutsche Reich eingegliedert. Bis 1945 war sie Teil des Landkreises Ostrowo im Reichsgau Wartheland.
Bevölkerungsentwicklung
- 1817: 1398 Einwohner[3]
- 1832: 1890 Einwohner
- 1836: 2200 Einwohner
- 1857: 2500 Einwohner
- 1885: 3130 Einwohner (meist Katholiken)
- 1900: 2828 Einwohner
- 1905: 2829 Einwohner (208 Evangelische, 23 Juden)

- 2019: 2880 Einwohner

## Söhne und Töchter der Stadt
- Sebastian Fabian Klonowic (auch Klonowicz; um 1545–1602), polnischer Schriftsteller und Dichter.